# Distrito de San Félix
El distrito de San Félix es una de las divisiones que conforma la provincia de Chiriquí, situado en la República de Panamá.

## División político-administrativa
Está conformado por cinco corregimientos:
- Las Lajas
- Juay
- San Félix
- Lajas Adentro
- Santa Cruz